# 정화여자중학교
정화여자중학교(貞和女子中學校)는 대한민국 서울특별시 동대문구 제기동에 있는 사립 중학교이다.

## 학교 연혁
- 1908년 9월 1일 : 김정혜 여사 개성정화여자소학교 설립
- 1946년 6월 28일 : 개성정화여자실업중학교 6년제로 승격
- 1953년 6월 16일 : 한국전쟁으로 서울특별시 종로구 충신동에서 정화여자중학교 재개교
- 1954년 4월 1일 : 서울특별시 동대문구 제기동 293번지 현 위치로 교사 이전
- 1956년 12월 1일 : 체육관 신축
- 1970년 5월 2일 : 김시연 선생 제4대 재단이사장에 취임
- 1977년 8월 31일 : 현 교사 준공(1975.8.31 ~ 1977.8.31)
- 1994년 3월 10일 : 체육관 개축 및 신관 교실 준공
- 2005년 3월 23일 : 급식실 및 학생(교직원) 식당 완공 및 학생 급식 실시
- 2006년 11월 22일 : 책누리 도서관 개관
- 2010년 12월 8일 : 중학교 건물 신축 준공
- 2011년 9월 1일 : 자기주도학습실 완공
- 2021년 1월 14일 : 제68회 졸업식 (졸업생 누계 17,138명)
- 2021년 9월 1일 : 제19대 우성옥 교장 취임

## 참고 자료
- 정화여자중학교 - 한국교육학술정보원 학교알리미